# 국도 제30호선 (일본)
일본 30번 국도(일본어: 国道30号→국도 30호)는 오카야마현 오카야마시와 가가와현 다카마쓰시를 잇는 일본의 일반 국도다.